# Рассвет (Северная Осетия)
Рассвет — село в Ардонском районе республики Северная Осетия—Алания. Административный центр Рассветского сельского поселения.

## География
Расположено на левом берегу реки Фиагдон (бассейн Терека), в 22 км к юго-востоку от районного центра Ардон и в 24 км к северо-западу от Владикавказа (по дороге)

## История
Населённый пункт был основан в 1935 году переселенцами из Зругского и Джинатских ущелий.

## Население
| 2002 | 2010 | 2011 | 2012 | 2013 | 2014 | 2015 |
| ---- | ---- | ---- | ---- | ---- | ---- | ---- |
| 422  | ↗447 | →447 | ↘441 | ↘440 | ↗443 | ↗445 |
| 2016 | 2017 | 2018 | 2019 | 2020 | 2021 | 2023 |
| ↗453 | ↗456 | ↘455 | ↗460 | ↘459 | ↗523 | ↗529 |
| 2024 | 2025 |      |      |      |      |      |
| ↗539 | ↗540 |      |      |      |      |      |